# Héctor Romero
Pour les articles homonymes, voir Romero.
Héctor Romero, né le 3 janvier 1980, à Barcelona, au Venezuela, est un joueur vénézuélien de basket-ball. Il évolue au poste d'ailier fort.

## Palmarès
- 3e du championnat des Amériques 2005
- Finaliste du championnat d'Amérique du Sud 2012
- Champion d'Italie 2008